# イエスパー・オルセン
- イェスパー・オルセン
- ジェスパー・オルセン

イエスパー・オルセン（Jesper Olsen, 1949年8月14日 - ）は、デンマーク・シェラン地域出身の元同国代表サッカー選手、ポジションはFW（左ウイング）。

## 経歴
デンマーク代表では1986年のワールドカップ、1984年と1988年の欧州選手権を含め43試合に出場した。1986年のワールドカップ・メキシコ大会では、グループリーグで2得点、決勝トーナメント1回戦のスペインとの対戦で1得点、合計3得点を挙げた。
1977年にネストヴェズBKでプロのキャリアをスタート、その後はアヤックス・アムステルダムを経て、1984年に新たなジョージ・ベストとして、マンチェスター・ユナイテッドFCに加入、同年にはFAカップの優勝を果たした。その後はFCジロンダン・ボルドー、SMカーンでプレーした。

## タイトル
アヤックス・アムステルダム
- エールディヴィジ : 1981–82, 1982–83
- KNVBカップ : 1982-83

マンチェスター・ユナイテッドFC
- FAカップ : 1984-85